# Крістешть (Васлуй)
Крістешть, Крістешті (рум. Cristești) — село у повіті Васлуй в Румунії. Входить до складу комуни Пуєшть.
Село розташоване на відстані 249 км на північний схід від Бухареста, 28 км на південний захід від Васлуя, 77 км на південь від Ясс, 123 км на північ від Галаца.

## Населення
За даними перепису населення 2002 року у селі проживали 486 осіб, усі — румуни. Усі жителі села рідною мовою назвали румунську.